# Dirk Schrade
Dirk Schrade (Münsingen, 29 de junio de 1978) es un jinete alemán que compitió en la modalidad de concurso completo.
Participó en los Juegos Olímpicos de Londres 2012, obteniendo una medalla de oro en la prueba por equipos (junto con Peter Thomsen, Sandra Auffahrt, Michael Jung e Ingrid Klimke).
Ganó una medalla de oro en el Campeonato Mundial de Concurso Completo de 2014 y dos medallas de oro en el Campeonato Europeo de Concurso Completo, en los años 2013 y 2015.

## Palmarés internacional
| Juegos Olímpicos   | Juegos Olímpicos      | Juegos Olímpicos | Juegos Olímpicos |
| Año                | Lugar                 | Medalla          | Categoría        |
| ------------------ | --------------------- | ---------------- | ---------------- |
| 2012               | Londres (Reino Unido) | Medalla de oro   | Por equipos      |
| Campeonato Mundial |                       |                  |                  |
| Año                | Lugar                 | Medalla          | Categoría        |
| 2014               | Caen (Francia)        | Medalla de oro   | Por equipos      |
| Campeonato Europeo |                       |                  |                  |
| Año                | Lugar                 | Medalla          | Categoría        |
| 2013               | Malmö (Suecia)        | Medalla de oro   | Por equipos      |
| 2015               | Blair (Reino Unido)   | Medalla de oro   | Por equipos      |